# Microsoft Windows Home Server
Microsoft Windows Home Server（マイクロソフト ウィンドウズ ホーム サーバー、WHSとも）は、マイクロソフトが開発した家庭向けメディアサーバーまたはホームサーバー用OSである。サーバ版Windowsとしては初の家庭向けバージョンでもある。
2007年のCES (Consumer Electronics Show) でビル・ゲイツにより発表された。Windows Server 2003 R2をベースにしている。OS単体での販売はなく、プリインストールまたはDSPでのみ提供される。
英語版のみだったが、2008年8月30日に日本版が発売開始となった。
2013年1月8日にメインストリームサポートが終了し、延長サポートの対象外であるため、以降のサポートは提供されていない。

## 特徴
中核部分はWindows Server 2003 R2（厳密には同Small Business Server）相当であり、これを家庭向けに最適化したものである。WHSには遠隔操作（リモート）で管理するための専用ツールが付属しており、基本的にこれを利用して管理を行う。ただし、実際にWHSをリモート管理するためにはその専用ツールをWindows XPまたはWindows Vistaが稼働しているコンピュータへインストールしなければならないが、従来のリモートデスクトップ接続を利用した遠隔操作も可能である。
このような設計から、WHSがプリインストールされたPCではキーボードやマウス、ディスプレイは基本的に不要であり、用意するものがLANケーブル1本のみで済むため、設置場所を選ばないのも大きなメリットである。
なお、家庭向けに最適化されていることもあり、サーバ版Windowsには必ずと言っていいほど搭載されているActive Directoryといったビジネス用途向けの機能は省かれている。

## Power Pack
Windows Home ServerではService Packが提供されない代わりにPower Pack（パワーパック）が提供されている。このPower Packを通じて各種機能の追加・拡張が行えるようになっており、役割的にはService Packに近いものとなっている。

### Power Pack 1
2008年7月20日公開。64ビット版Windows Vistaが稼働しているコンピュータへのサポートが盛り込まれたほか、消費電力の効率化やリモート アクセスの改善などが含まれている。また、初期版で見つかった不具合修正も行われている。

### Power Pack 2
2009年3月24日公開。Power Pack 1で見つかった不具合の修正に加え、Windows Media Center Connect機能の追加やMP4形式のストリーミング対応が行われるなどマルチメディア関係の強化が中心となっている。

### Power Pack 3
2009年7月17日よりベータ版を公開。当初はWindows 7が発売される前に正式版が公開される予定だったが、不具合が見つかったとして延期となり、2009年11月25日よりWindows Update経由で提供が開始された。
Windows 7への対応、日本語環境におけるユーザインタフェースの改善が行われた。
また、Home Server Connector Softwareの強化が行われ、Windows VistaおよびWindows 7に搭載されているWindows Media CenterへのHome Server項目と2つの機能の追加が行われた、一つは、Media centerで録画したテレビ番組の自動転送、保護されていない録画したテレビ番組の自動変換転送機能（国内ではアナログ放送、アナログキャプチャのみ）を持った「TV アーカイブ」、今ひとつは、Home Serverのコンソールの状況などを表示する「コンソール ビュー」といった新機能が盛り込まれている。
なお、2009年12月20日時点でHome Server コンソールにおいて一部のエラーを伝えるダイアログの未訳が見受けられる。

## システム要件
WHSのシステム要件は以下の通りとなっている。
- 1GHz以上のプロセッサ（Pentium 4またはx64を推奨）
- メモリ 512MB 以上（ECC付を推奨）
- ハードディスク 80GB 以上
- ディスク装置 DVD-ROMドライブ
- ディスプレイ VGA以上（SVGA以上）

ただし、ハードディスクに関しては搭載容量のうち 20GB をシステム用ドライブ（Cドライブ）に、残りの容量をDドライブにそれぞれ割り当てる仕様になっているため、インストール時はパーティションを割り当てることができないので注意が必要である。（言い換えれば、インストール先のハードディスクに保存されている既存のデータはすべて削除されることを意味する。）